# Missioneres de la Caritat
Les Missioneres de la Caritat, en llatí Congregatio Sororum Missionarium Caritatis, també conegudes com a Germanes de la Mare Teresa és una congregació religiosa catòlica establerta el 1950 per la Mare Teresa de Calcuta per a ajudar els més pobres d'entre els pobres. Les germanes que en formen part posposen al seu nom les sigles M.C.

## Història
La congregació fou fundada per Anjeza Gonxhe Bojaxhiu (1910-1997), coneguda com a Mare Teresa de Calcuta, germana de la congregació de les Germanes de Loreto. En 1929 fou enviada a l'Índia i s'hi dedicà a l'ensenyament. Corpresa per les míseres condicions de vida de la població de Calcuta, demanà permís a la Santa Seu i el 18 d'agost de 1948 va deixar la congregació per crear-ne una de diferent. Passà un temps formant-se amb les Germanes Mèdico-Missioneres, per tal d'aprendre tècniques d'infermeria i el 19 de març de 1949 se li uniren les primeres companyes.
El 7 d'octubre de 1950 la Mare Teresa rebé permís de l'arquebisbe de Calcuta per a crear la congregació, amb el nom de Congregació Diocesana de la Diòcesi de Calcuta, però que serà mundialment coneguda com les Missioneres de la Caritat. La missió de l'institut és atendre (en paraules de la Mare Teresa) "els famolencs, els nus, els sense sostre, els lesionats, els cecs, els leprosos, tots aquells qui se senten rebutjats i no estimats per la societat, aquesta societat per a la qual s'han tornat una càrrega i que els evita." Va començar amb només dotze membres a Calcuta i avui hi ha més de quatre mil monges que atenen orfenats, hospicis de víctimes de la sida, centres de caritat, refugiats, alcohòlics, impedits, pobres, sense sostre, víctimes d'inundacions, epidèmies i fam per tot el món, amb centres a Àsia, Àfrica, Amèrica Llatina, Amèrica del Nord, Europa i Austràlia.

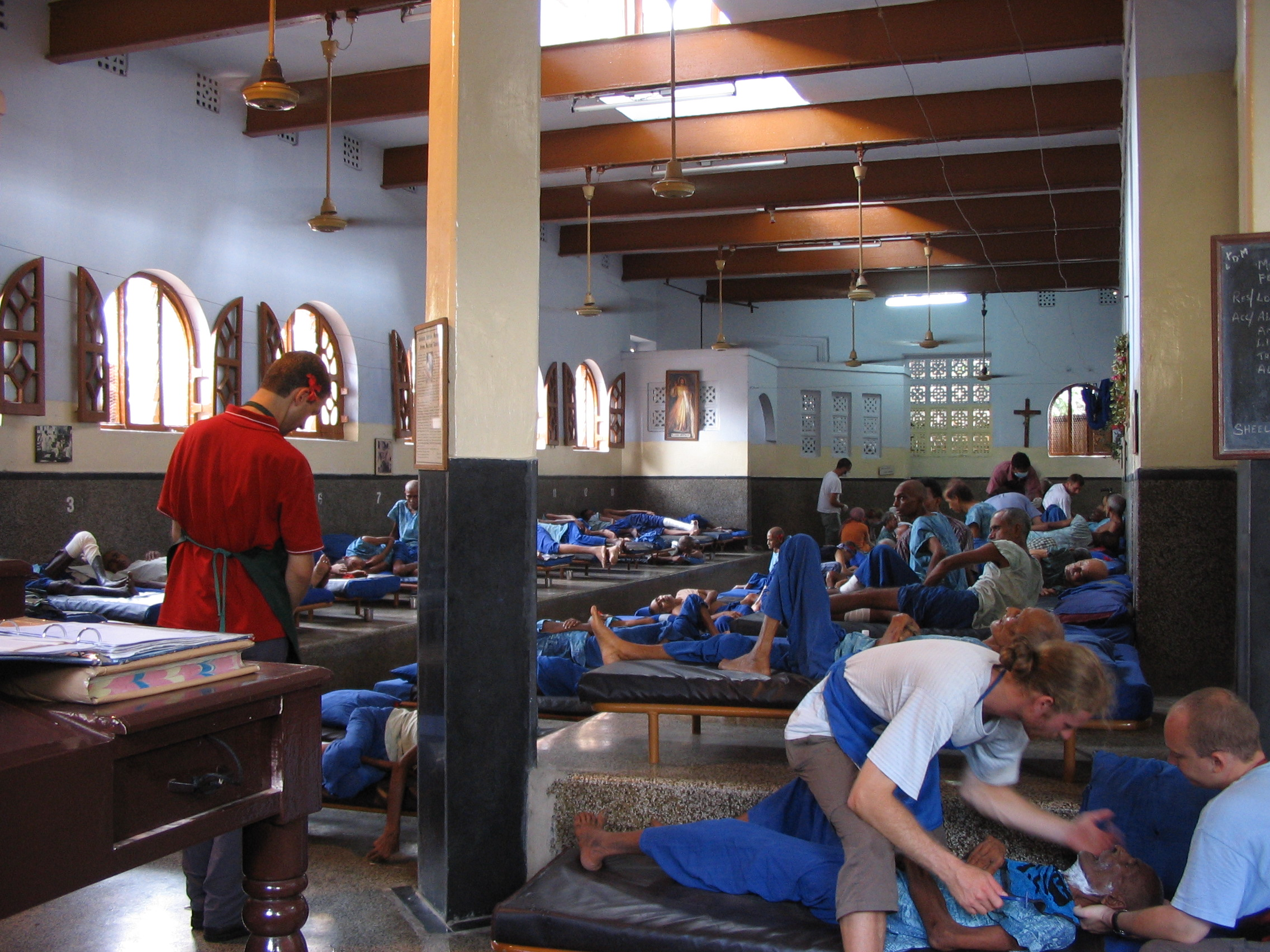
Nirmal Hriday (Calcuta).

Amb l'ajuda de funcionaris indis va convertir un temple abandonat hinduista de l'àrea de Kalighat de Calcuta en la Nirmal Hriday o Casa per als Moribunds, un hospici gratuït per als pobres (i, inicialment, un lloc on poder morir amb dignitat, perquè eren nombroses les defuncions en ple carrer davant de la indiferència de la gent). També estableix una llar per als leprosos anomenat "Shanti Nagar" (Ciutat de la Pau) en Titagarh, i un orfenat. L'orde va començar a atraure fons, donacions i voluntaris. Als anys 60 hi havia obert hospicis, orfenats i cases per a leprosos per tota l'Índia.
L'1 de febrer de 1965, mitjançant un decretum laudis, Pau VI donà l'aprovació definitiva i va permetre la Mare Teresa d'expandir la seva congregació per altres països. Va començar a créixer ràpidament, amb noves cases obertes per tot el món: la primera fora de l'Índia es va crear a Veneçuela, i li van seguir altres a Roma i Tanzània, i en altres països d'Àsia, Àfrica, i Europa, incloent Albània (país d'origen de la Mare Teresa). La primera casa de la Missioneres de la Caritat als Estats Units es va crear en el Bronx, Nova York. Abans de 1996, operaven 517 missions en més de 100 països i són assistits avui en dia per més d'un milió de col·laboradors per tot el món.
En 1990, la Mare Teresa va sol·licitar dimitir com a cap de la Missioneres, però aviat va ser elegida com a superiora general. El 13 de març de 1997, la germana Mary Nirmala Joshi va ser elegida com a nova superiora general de les Missioneres de la Caritat.

## Actualitat i difusió
Les Missioneres ajuden a refugiats, exprostitutes, malalts mentals, infants abandonats, leprosos, víctimes de la sida, gent gran i convalescents. Tenen escoles ateses per voluntaris per a educar els infants del carrer, menjadors de caritat, i proveeixen altres serveis d'acord amb les necessitats de la comunitat. Només a Calcuta existeixen 19 cases que acullen homes i dones necessitats, infants orfes, malalts de SIDA, una escola d'infants del carrer i una colònia de leprosos. Aquests serveis són proporcionats sense tenir en compte llur religió ni casta social.
Avui, les Missioneres de la Caritat són unes 4.500 germanes de més de 133 països. Les adherents han de fer els vots de pobresa, castedat i obediència més un quart vot de servei lliure i de tot cor als més pobres d'entre els pobres.

## Branques
A partir de la congregació original se n'han creat d'altres:
- La branca contemplativa de les Missioneres de la Caritat, fundada el 1976: dedicades a la pregària contemplativa, dediquen dues hores diàries als serveis a la comunitat.
- Els Germans Missioners de la Caritat, branca activa fundada el 1963.
- Els Germans Missioners de la Caritat de Vida Contemplativa, fundats el 1979.
- Els Pares Missioners de la Caritat, fundats el 1984.

A més, dos moviments laics s'inspiren en el carisma de la fundadora:
- Missioners de la Caritat Laics, per a laics de qualsevol fe i nació.
- Moviment Corpus Christi, per a sacerdots, fundat el 1991.